# Schulstraße 10 (Quedlinburg)

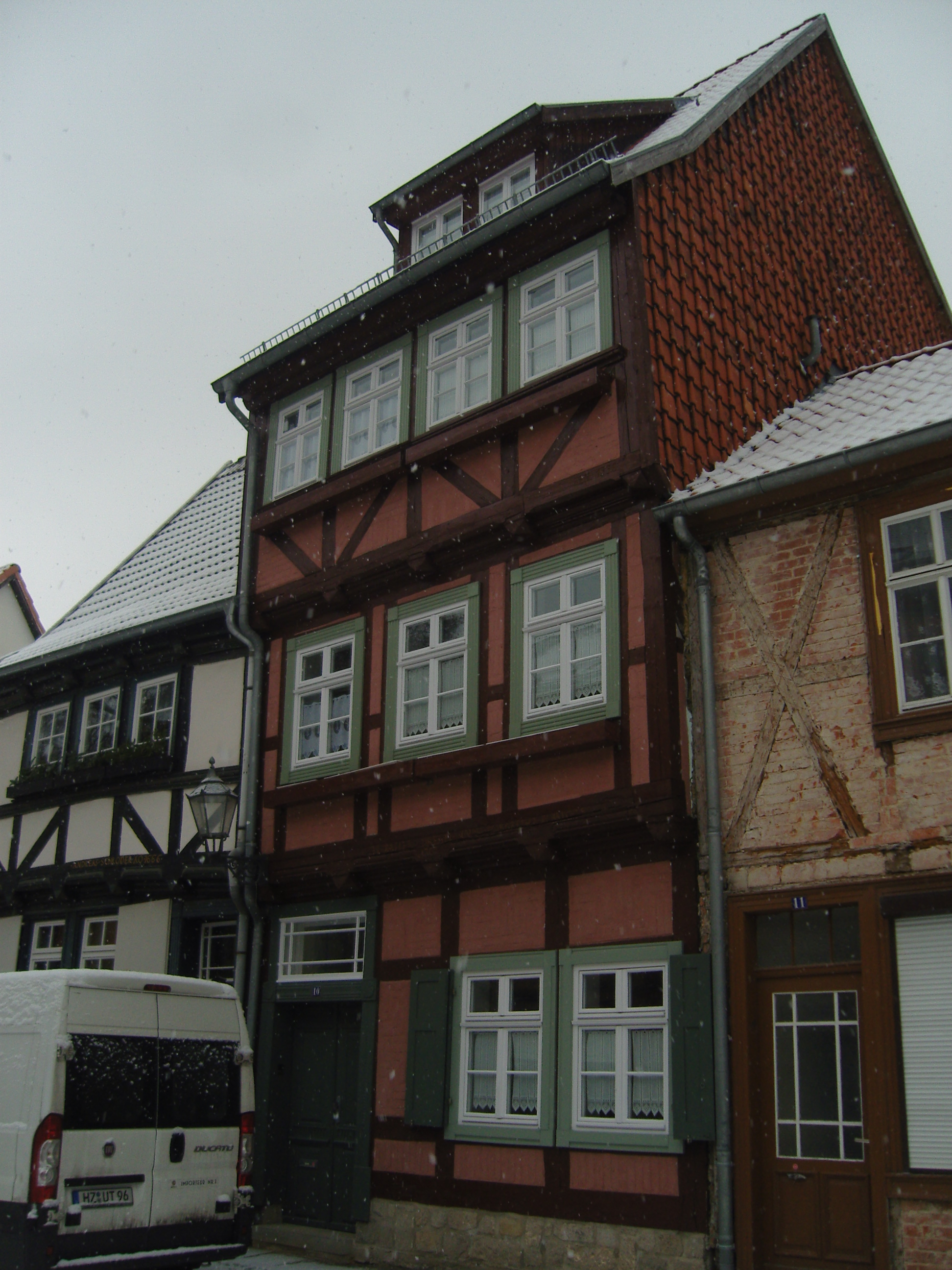
Haus Schulstraße 10

Das Haus Schulstraße 10 ist ein denkmalgeschütztes Gebäude in der Stadt Quedlinburg in Sachsen-Anhalt.

## Lage
Das im Quedlinburger Denkmalverzeichnis eingetragene Wohnhaus gehört zum UNESCO-Weltkulturerbe und befindet sich auf der Südseite der Schulstraße im nordöstlichen Teil der historischen Quedlinburger Altstadt. Östlich grenzt das gleichfalls denkmalgeschützte Haus Schulstraße 9 an.

## Architektur und Geschichte
Das dreigeschossige Fachwerkhaus entstand nach einer Bauinschrift im Jahr 1702. Im 18. oder 19. Jahrhundert erfolgte ein Umbau des ersten Obergeschosses. Die Gefache erhielten Zierausmauerungen. Die Haustür des Gebäudes stammt aus dem frühen 19. Jahrhundert und ist im Stil des Klassizismus gestaltet.